# Брежньов Геннадій Іванович
Генна́дій Іва́нович Брежньо́в (* 28 жовтня (10 листопада) 1913, Харків—† 7 жовтня 1953, Харків) — український поет, прозаїк, перекладач. Був членом Спілки письменників України (від 1940 року).

## Біографія
Народився в сім'ї робітника — селянина з Курської губернії, що прийшов у Харків шукати роботу.
1929 року закінчив семирічку та вступив до школи фабрично-заводського навчання при кондитерській фабриці «Жовтень», там же згодом працював майстром-конфетником. Тоді ж почав писати вірші. Від 1933 року друкувався на сторінках газет і журналів «Молодий більшовик», «Радянська література», «Літературний журнал», «Піонерія».
У 1932–1935 роках навчався в Харківському педагогічному інституті.
У 1935–1937 роках перебував у лавах Червоної армії, де активно співпрацював в армійській пресі. Після демобілізації працював у харківській окружній червоноармійській газеті.
1940 року Брежньов переїхав на Буковину, де працював у чернівецькій газеті.
У роки Німецько-радянської війни, закінчивши 1943 року офіцерське училище в Манглісі (Грузинська РСР), працював у газеті Закавказького фронту «Боец РККА», друкував вірші, нариси, оповідання.
Після війни повернувся до творчої роботи. Жив і працював у Харкові.

## Творчість
Творча біографія Геннадія Брежньова почалася під час роботи на кондитерській фабриці, де при клубі діяла літературна студія, члени якої брали участь у створенні репертуару для робітничих театральних груп.
На початку 1941 року в Чернівцях побачила світ перша книжка Брежньова — збірка віршів для дітей «Слон і його друзі на стадіоні».
Автор збірок лірики «Чолом тобі, земле!» (Харків, 1948), «На рідних берегах» (Харків, 1951).
Посмертно видано збірки «Поезії» (Київ, 1954), «Весняний заспів» (Київ, 1959).
Твори Брежньова розповідають про подвиг народу в Другій світовій війні, радість народження, мирне життя. Ось зразок його воєнної лірики (вірш 1943 року):
Як терпко пахне сон-трава!
Серед розтоптаної м'яти
Кричить за бруствером сова.
Стою в траншеї. Жду атаки…
Як терпко пахне сон-трава!

Як нам збагнути суть єства —
Минає ніч, комусь — остання, —
І вабить нас краса жива
Землі і неба в час світання…
Як терпко пахне сон-трава!..
Спадщина поета містить патріотичну, інтимну, пейзажну лірику, дві поеми. Брежньов умів одним-двома рядками створити цілісну образну картину, як, наприклад, у вірші «На світанні»:
Голубавий ранок сонце мідне,
Ніби глек, несе над головою.
Помітне місце у творчому доробку поета посідають байки: збірки «Байки» (Харків, 1951, 1952, 1954), «Гумор і сатира» (Харків, 1959). Дві байки Брежньова — «Заєць-бюрократ» і «Сорока-вертихвістка» — включено до антології «Українська байка», виданої 1983 року. Упорядники цієї антології Борис Деркач і Віктор Косяченко, характеризуючи байки Геннадія Брежньова, зазначають: «Його найперше обходить не так відповідність життєво-художніх реалій, як те, щоб акумулювати в розповіді певний заряд комізму, чи тоді, коли йдеться про клуб, у якому „танцюють і Ведмеді“, чи тоді, коли мовиться про установу, в якій до, здавалося б, непоказного Зайця не можна доступитися навіть Зайчисі. Накреслюваний гумористичний ефект далі посилюється шляхом винахідливого змалювання ситуації, дотепної передачі діалогу і монологу, жвавим і енергійним темпом вільного вірша і, зрештою, афористичним формулюванням висновку із твору».
Рядки з моралі байки «Заєць-бюрократ» звучать актуально і в незалежній Україні:
Хай зна чиновнича порода,
Що не народ на службі в них, —
Вони — на службі у народа!
Переклав українською мовою поему Михайла Лермонтова «Бородіно», п'єсу Яніса Райніса «Вій, вітерець!».
1963 року в Києві видано «Вибране» Геннадія Брежньова.